# Carla Esparza
Carla Kristen Esparza (Torrance, California; 10 de octubre de 1987) es una   Ex peleadora de artes marciales mixtas estadounidense de ascendencias ecuatoriana y mexicana, de artes marciales mixtas, que actualmente compite en la categoría de peso paja femenino en Ultimate Fighting Championship. Esparza también ha sido campeona de peso paja de Invicta FC y campeona de peso paja de UFC en 2 ocasiones.
Está en la posición #8 en el ranking oficial de las mejores peleadoras femeninas libra-por-libra de UFC.

## Carrera en artes marciales mixtas

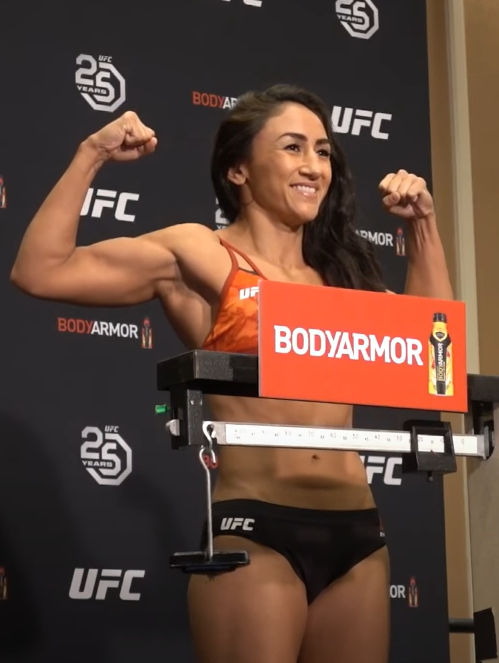
Carla Esparza en el pesaje en UFC 228

### Ultimate Fighting Championship
Esparza se enfrentó a Rose Namajunas el 12 de diciembre de 2014 en la final del torneo de The Ultimate Fighter 20 por el Campeonato inaugural de Peso Paja de Mujeres de UFC. Esparza ganó la pelea por sumisión en la tercera ronda, ganando así el campeonato y el premio a la Actuación de la Noche.
El 14 de marzo de 2015, Esparza se enfrentó a Joanna Jędrzejczyk en UFC 185. Esparza perdió la pelea por nocaut técnico en la segunda ronda.
El 23 de abril de 2016, Esparza se enfrentó a Juliana Lima en UFC 197. Esparza ganó la pelea por decisión unánime.
Esparza se enfrentó a Randa Markos el 19 de febrero de 2017 en UFC Fight Night: Lewis vs. Browne. Perdió la pelea por una controvertida decisión dividida. 19 de los 23 medios de comunicación anotaron la pelea 29-28 para Esparza.
Esparza se enfrentó a Maryna Moroz el 25 de junio de 2017 en UFC Fight Night 112. Ganó la pelea por decisión unánime.
Esparza se enfrentó al prospecto de peso paja Cynthia Calvillo el 30 de diciembre de 2017 en UFC 219. Ganó la pelea por decisión unánime.
Esparza se enfrentó a Cláudia Gadelha el 9 de junio de 2018 en UFC 225. Perdió la pelea por decisión dividida.
Esparza se enfrentó a Tatiana Suárez el 8 de septiembre de 2018 en UFC 228. Esparza perdió la pelea por TKO en la tercera ronda.
Esparza está programada para enfrentar a Virna Jandiroba el 27 de abril en UFC on ESPN 3.

## Campeonatos y logros
- Ultimate Fighting Championship
  - Campeona de Peso Paja de UFC (Dos veces, Campeona inaugural)
  - Ganadora del The Ultimate Fighter 20
  - Actuación de la Noche (Una vez)

- Invicta Fighting Championships
  - Campeona de Peso Paja de Invicta FC (Una vez, la primera)

## Récord en artes marciales mixtas
| Resultado | Récord | Oponente           | Método                      | Evento                                   | Fecha                    | Ronda | Tiempo | Localización                  | Notas                                                                               |
| --------- | ------ | ------------------ | --------------------------- | ---------------------------------------- | ------------------------ | ----- | ------ | ----------------------------- | ----------------------------------------------------------------------------------- |
| Derrota   | 19–7   | Weili Zhang        | Sumision (Rear-Naked Choke) | UFC 281                                  | 12 de noviembre de 2022  | 2     | 1:05   | Nueva York                    | Perdió el Campeonato de Peso Paja de Mujeres de UFC.                                |
| Victoria  | 19-6   | Rose Namajunas     | Decisión (dividida)         | UFC 274                                  | 7 de mayo de 2022        | 5     | 5:00   | Phoenix, Arizona              | Ganó el Campeonato de Peso Paja de Mujeres de UFC.                                  |
| Victoria  | 18–6   | Yan Xiaonan        | TKO (golpes)                | UFC Fight Night: Font vs. Garbrandt      | 22 de mayo de 2021       | 2     | 2:58   | Las Vegas, Nevada             | Actuación de la Noche.                                                              |
| Victoria  | 17–6   | Marina Rodriguez   | Decisión (dividida)         | UFC on ESPN: Whittaker vs. Till          | 26 de julio de 2020      | 3     | 5:00   | Abu Dabi                      |                                                                                     |
| Victoria  | 16–6   | Michelle Waterson  | Decisión (dividida)         | UFC 249                                  | 9 de mayo de 2020        | 3     | 5:00   | Jacksonville, Florida         |                                                                                     |
| Victoria  | 15–6   | Alexa Grasso       | Decisión (mayoritaria)      | UFC Fight Night: Rodríguez vs. Stephens  | 21 de septiembre de 2019 | 3     | 5:00   | Ciudad de México              | Pelea de la Noche.                                                                  |
| Victoria  | 14–6   | Virna Jandiroba    | Decisión (unánime)          | UFC Fight Night: Jacaré vs. Hermansson   | 27 de abril de 2019      | 3     | 5:00   | Sunrise, Florida              |                                                                                     |
| Derrota   | 13–6   | Tatiana Suárez     | TKO (codazos)               | UFC 228                                  | 8 de septiembre de 2018  | 3     | 4:33   | Dallas, Texas                 |                                                                                     |
| Derrota   | 13–5   | Cláudia Gadelha    | Decisión (dividida)         | UFC 225                                  | 9 de junio de 2018       | 3     | 5:00   | Chicago, Illinois             |                                                                                     |
| Victoria  | 13–4   | Cynthia Calvillo   | Decisión (unánime)          | UFC 219                                  | 30 de diciembre de 2017  | 3     | 5:00   | Las Vegas, Nevada             |                                                                                     |
| Victoria  | 12–4   | Maryna Moroz       | Decisión (unánime)          | UFC Fight Night: Chiesa vs. Lee          | 25 de junio de 2017      | 3     | 5:00   | Oklahoma City, Oklahoma       |                                                                                     |
| Derrota   | 11–4   | Randa Markos       | Decisión (dividida)         | UFC Fight Night: Lewis vs. Browne        | 19 de febrero de 2017    | 3     | 5:00   | Halifax, Nueva Escocia        |                                                                                     |
| Victoria  | 11–3   | Juliana Lima       | Decisión (unánime)          | UFC 197                                  | 23 de abril de 2016      | 3     | 5:00   | Las Vegas, Nevada             |                                                                                     |
| Derrota   | 10–3   | Joanna Jędrzejczyk | TKO (golpes)                | UFC 185                                  | 14 de marzo de 2015      | 2     | 4:17   | Dallas, Texas                 | Perdió el Campeonato de Peso Paja de Mujeres de UFC.                                |
| Victoria  | 10–2   | Rose Namajunas     | Sumisión (rear-naked choke) | The Ultimate Fighter 20 Finale           | 12 de diciembre de 2014  | 3     | 1:26   | Las Vegas, Nevada             | Ganó el Campeonato inaugural de Peso Paja de Mujeres de UFC; Actuación de la Noche. |
| Victoria  | 9–2    | Bec Rawlings       | Decisión (unánime)          | Invicta FC 4                             | 5 de enero de 2013       | 5     | 5:00   | Kansas City, Kansas           | Ganó el Campeonato inaugural de Peso Paja de Invicta FC.                            |
| Victoria  | 8–2    | Lynn Álvarez       | TKO (golpes)                | Invicta FC 3                             | 6 de octubre de 2012     | 1     | 2:53   | Kansas City, Kansas           |                                                                                     |
| Victoria  | 7–2    | Sarah Schneider    | TKO (golpes)                | Invicta FC 2                             | 28 de julio de 2012      | 2     | 4:28   | Kansas City, Kansas           |                                                                                     |
| Victoria  | 6–2    | Felice Herrig      | Decisión (unánime)          | XFC 15: Tribute                          | 2 de diciembre de 2011   | 3     | 5:00   | Tampa, Florida                |                                                                                     |
| Derrota   | 5–2    | Jessica Aguilar    | Decisión (dividida)         | Bellator 46                              | 25 de junio de 2011      | 3     | 5:00   | Hollywood, Florida            |                                                                                     |
| Victoria  | 5–1    | Yadira Anzaldua    | Sumisión (rear-naked choke) | ECSC: Friday Night Fights 3              | 15 de abril de 2011      | 1     | 0:53   | Clovis, Nuevo México          |                                                                                     |
| Victoria  | 4–1    | Nina Ansaroff      | Decisión (dividida)         | Crowbar MMA: Winter Brawl                | 10 de diciembre de 2010  | 3     | 5:00   | Grand Forks, Dakota del Norte |                                                                                     |
| Derrota   | 3–1    | Megumi Fujii       | Sumisión (armbar)           | Bellator 24                              | 12 de agosto de 2010     | 2     | 0:57   | Hollywood, Florida            | Torneo de Peso Paja Bellator Sesión 3 (cuartos de final).                           |
| Victoria  | 3–0    | Lacey Schuckman    | Sumisión (rear-naked choke) | NMEF Ladies Night: Clash of the Titans 8 | 16 de julio de 2010      | 2     | 2:37   | Castle Rock, Colorado         |                                                                                     |
| Victoria  | 2–0    | Karina Hallinan    | Sumisión (rear-naked choke) | Long Beach Fight Night 8                 | 18 de abril de 2010      | 2     | 2:16   | Long Beach, California        |                                                                                     |
| Victoria  | 1–0    | Cassie Trost       | TKO (golpes)                | Respect in the Cage 3                    | 19 de febrero de 2010    | 1     | 0:48   | Pomona, California            |                                                                                     |